# Geografía del Sahara Occidental

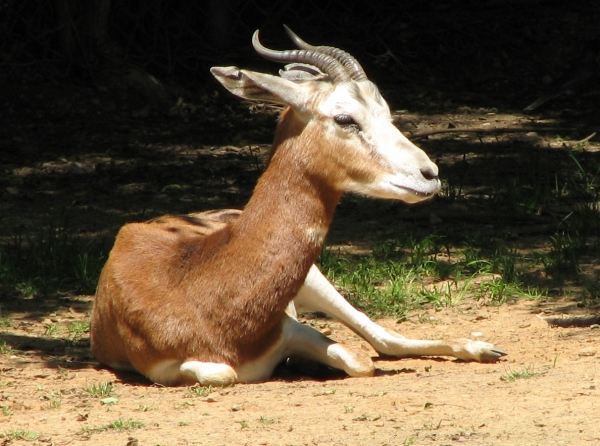
Fauna del Sáhara: Gacela Dama.

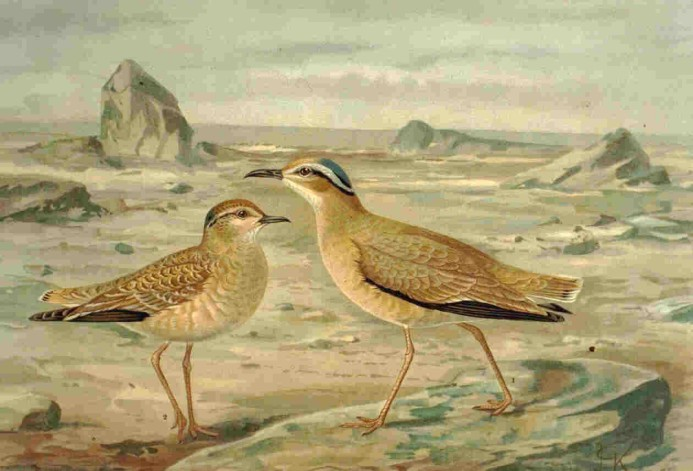
Corredor.

El Sahara Occidental es un territorio situado al noroeste de África, en la costa atlántica del desierto del Sahara.
Sus límites son Marruecos al norte, Argelia al este, Mauritania al este y sur, y el océano Atlántico, al oeste.
Atravesado por el trópico de Cáncer, el territorio está ocupado por el desierto del Sahara, siendo una parte erg (desierto de arena) y otra de piedra. La escasa vegetación solo crece en los oasis.

## Fauna
Existen algunas especies de animales adaptadas al árido hábitat desértico, como el zorro del desierto, la gacela dama, la hubara, el corredor, la ganga senegalesa, la foca monje, el dromedario, diversos reptiles, entre otros. Especies extinguidas por los avatares históricos del territorio son el avestruz o el oryx.
- Parque de Rescate de la Fauna Sahariana
- EEZA

- Datos: Q2747008
- Multimedia: Geography of Western Sahara / Q2747008